# Microcalicha tachraparia
Microcalicha tachraparia är en fjärilsart som beskrevs av John Henry Leech 1897. Microcalicha tachraparia ingår i släktet Microcalicha och familjen mätare. Inga underarter finns listade i Catalogue of Life.